# 印度空间研究组织
印度太空研究組織（英語：Indian Space Research Organisation）是印度的國家航天機構，創建於1972年，總部位於印度班加羅爾，僱傭約2萬名員工，主要從事與航天和太空科學有關的研究。負責人為凯拉萨瓦迪武·西万。

## 歷史
印度的現代太空研究可以追溯到1920年代，當時科學家西西爾·米特拉通過在加爾各答應用地面無線電方法進行了一系列導致電離層探測的實驗。後來，像錢德拉塞卡拉和梅格納德·薩哈這樣的印度科學家為太空科學做出了貢獻。1945年後，印度在太空研究方面取得了重要進展。

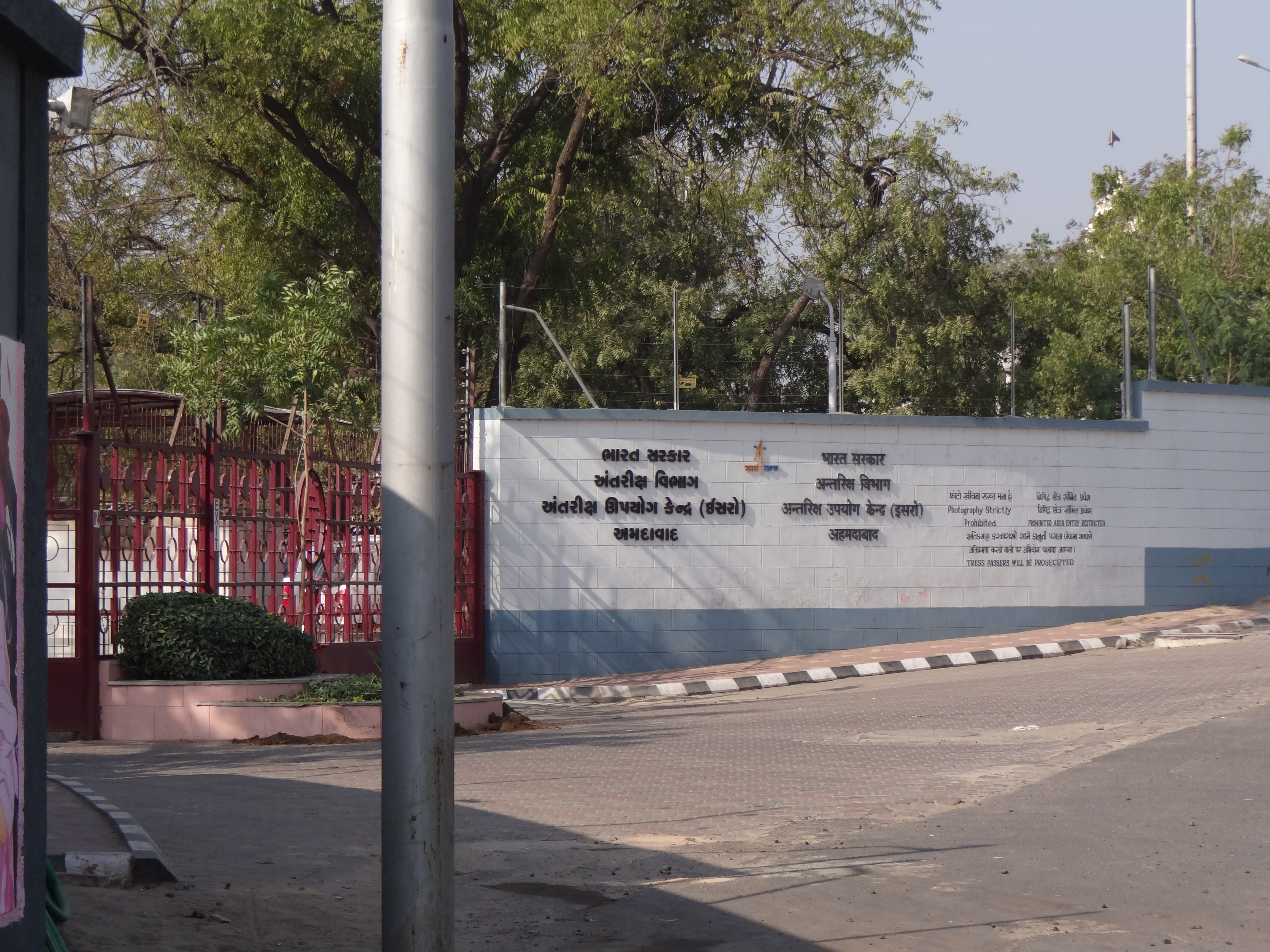
印度太空研究組織總部

1975年4月19日，印度太空研究組織發射了印度第一顆衛星，阿耶波多。它以數學家阿耶波多的名字命名。成為繼蘇、美、法、日、中、英後，第七個成功發射人造衛星的國家。
印度太空研究組織的主要航天發射場是位於斯里赫里戈達島的薩迪什·達萬航天中心。
近年來，隨著印度航天事業的蓬勃發展，印度太空研究組織獲得的預算不斷增加。2006年，該組織獲得的財政撥款大約為8.15億美元。現在，印度太空研究組織也在國際市場上提供商業發射服務。
2008年10月22日，印度太空研究組織在斯里赫里戈達島薩迪什·達萬航天中心用一枚極地衛星運載火箭將印度首個月球探測器月船1號發射升空。
2014年9月24日，火星軌道器任務的成功，使印度空间研究组织成为繼蘇、美、欧之後第四個成功進行火星任務的太空機構。
2023年8月23日，月船3号成功軟着陆月球南极，这使印度成為继苏、美、中之后，第四個将探测器软着陆在月球表面的国家。

## 項目
- 太空舱返回实验，2007年
- 月船1號，2008年
- 火星軌道器任務，2013年
- Astrosat，2015年
- 可重複使用發射技術驗證器，2016年
- 月船2號，2019年
- 月船3號，2023年
- 太陽神-L1號探測器，2023年
- X射線偏振儀衛星（英语：XPoSat），2024年
- NISAR（英语：NISAR (satellite)），2025年
- 加岡揚號飛船
- 月船4號（英语：Chandrayaan-4）
- 舒克拉雅1號
- 印度空间站
- 月球極地探索任務（英语：Lunar Polar Exploration Mission）
- 火星著陸器任務（英语：Mars Lander Mission）

## 運載火箭

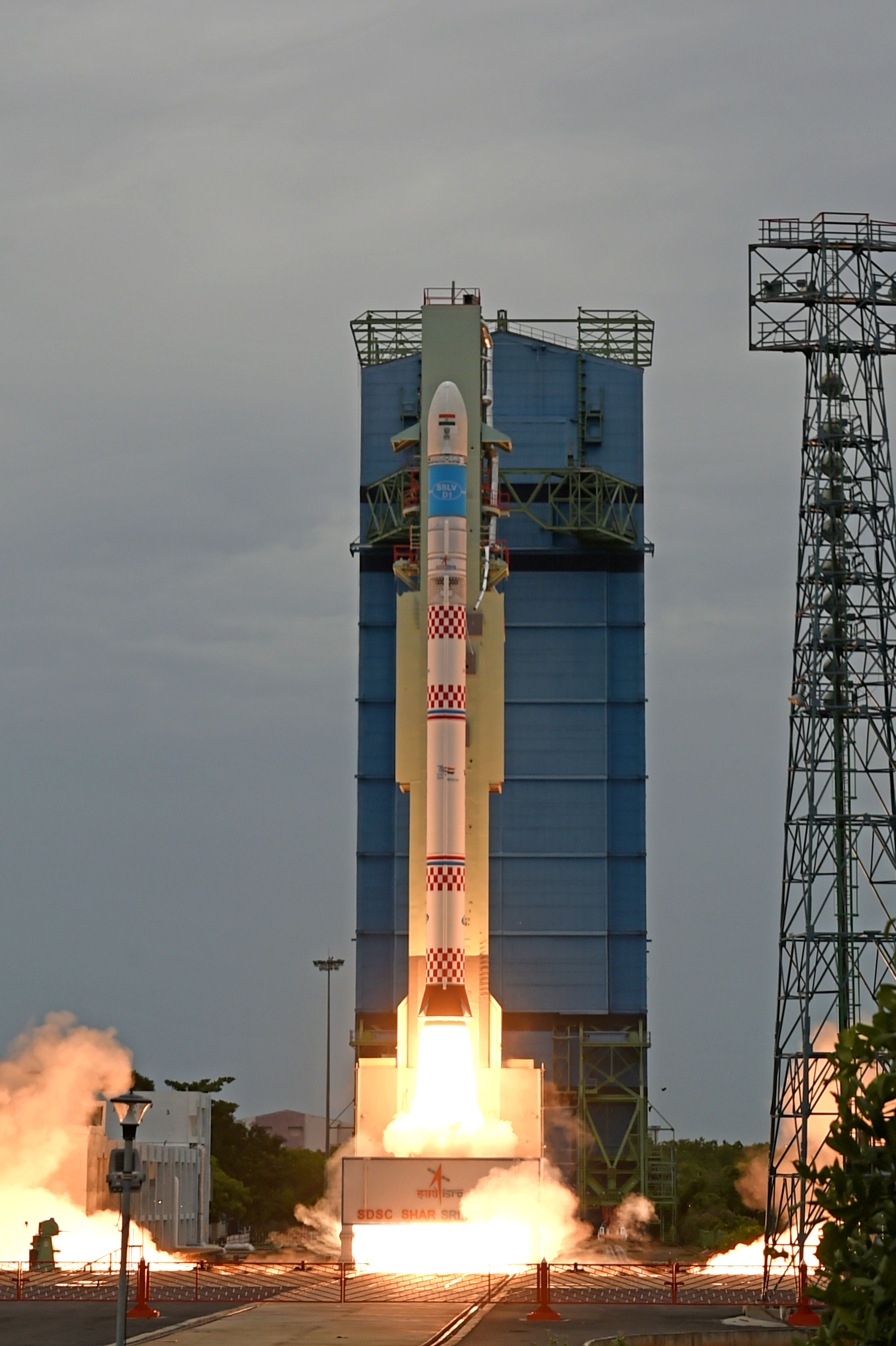
SLV，1971-1983年
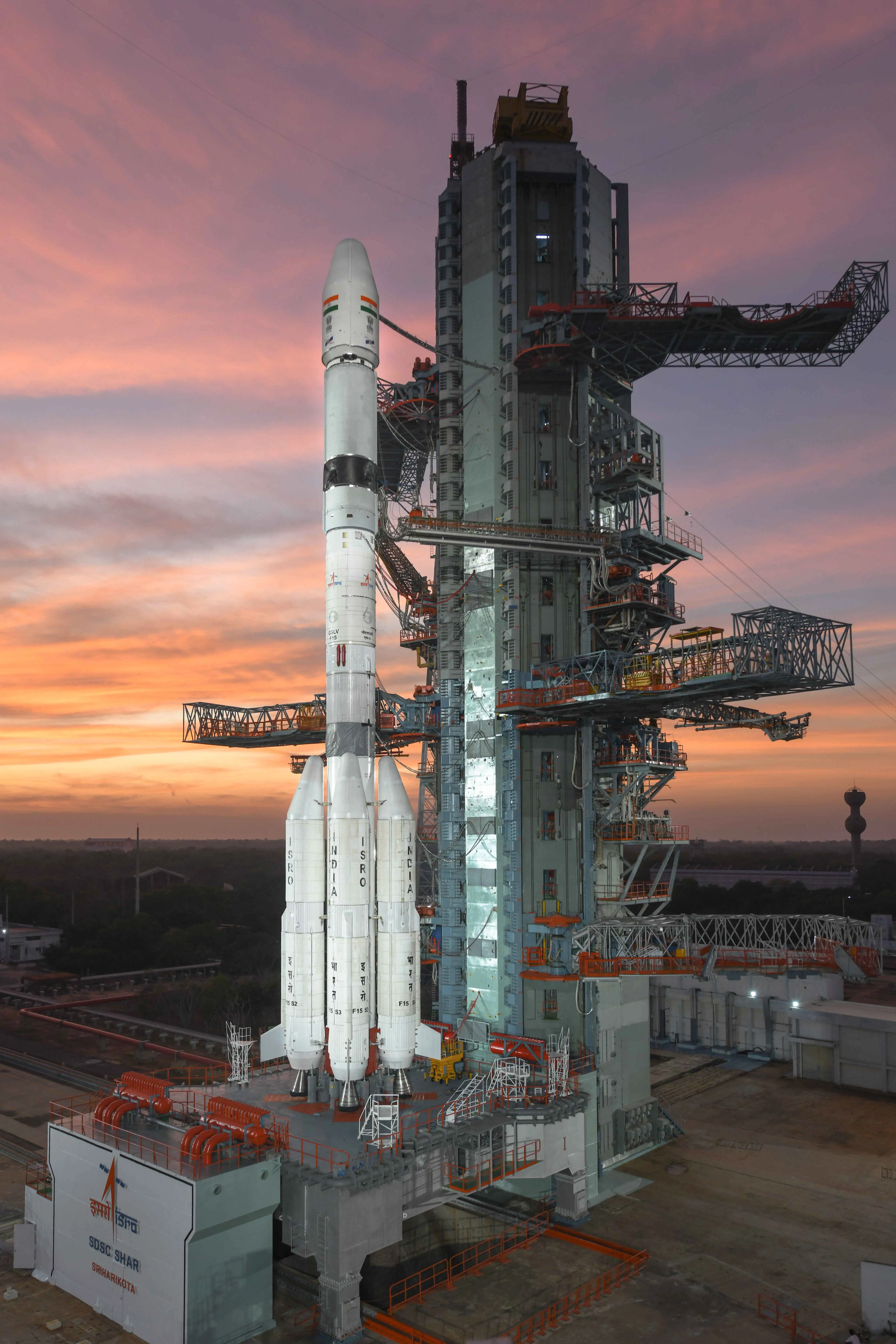
ASLV，1984-1994年
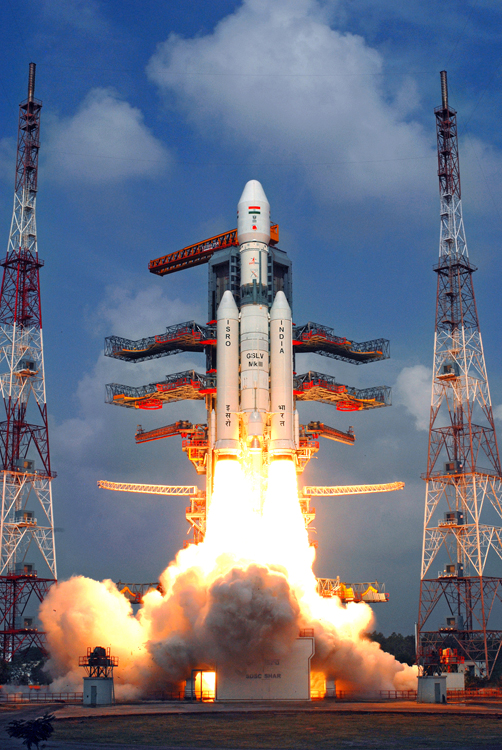
PSLV，1993年至今
- GSLV，2001年至今
- LVM3，2014年至今
- SSLV（英语：SSLV），2022年至今
- NGLV，開發中

- SSLV
- GSLV
- LVM3

## 參閱
- 印度航天
- 印度載人航天計劃
- 印度運載火箭發射列表

## 延伸閱讀
- [ISRO plans human colony on moon]; by Bibhu Ranjan Mishra in Bangalore; 18 December 2007; Rediff India Abroad (Rediff.com)
- The Economics of India's Space Programme, by U.Sankar, Oxford University Press, New Delhi, 2007, ISBN.13:978-0-19-568345-5

## 外部連結
- ISRO Home Page
- NARL Home Page
- FAS article on ISRO. （页面存档备份，存于）
- ISRO的X（前Twitter）
- Article on India's space programme.
- About India's space programme, launch Vehicles,Chandrayaan.
- （页面存档备份，存于）
- India, US to collaborate on Mars, Moon missions. （页面存档备份，存于）
- India, US to collaborate on Mars, Moon missions. （页面存档备份，存于）